# Duftmuseum

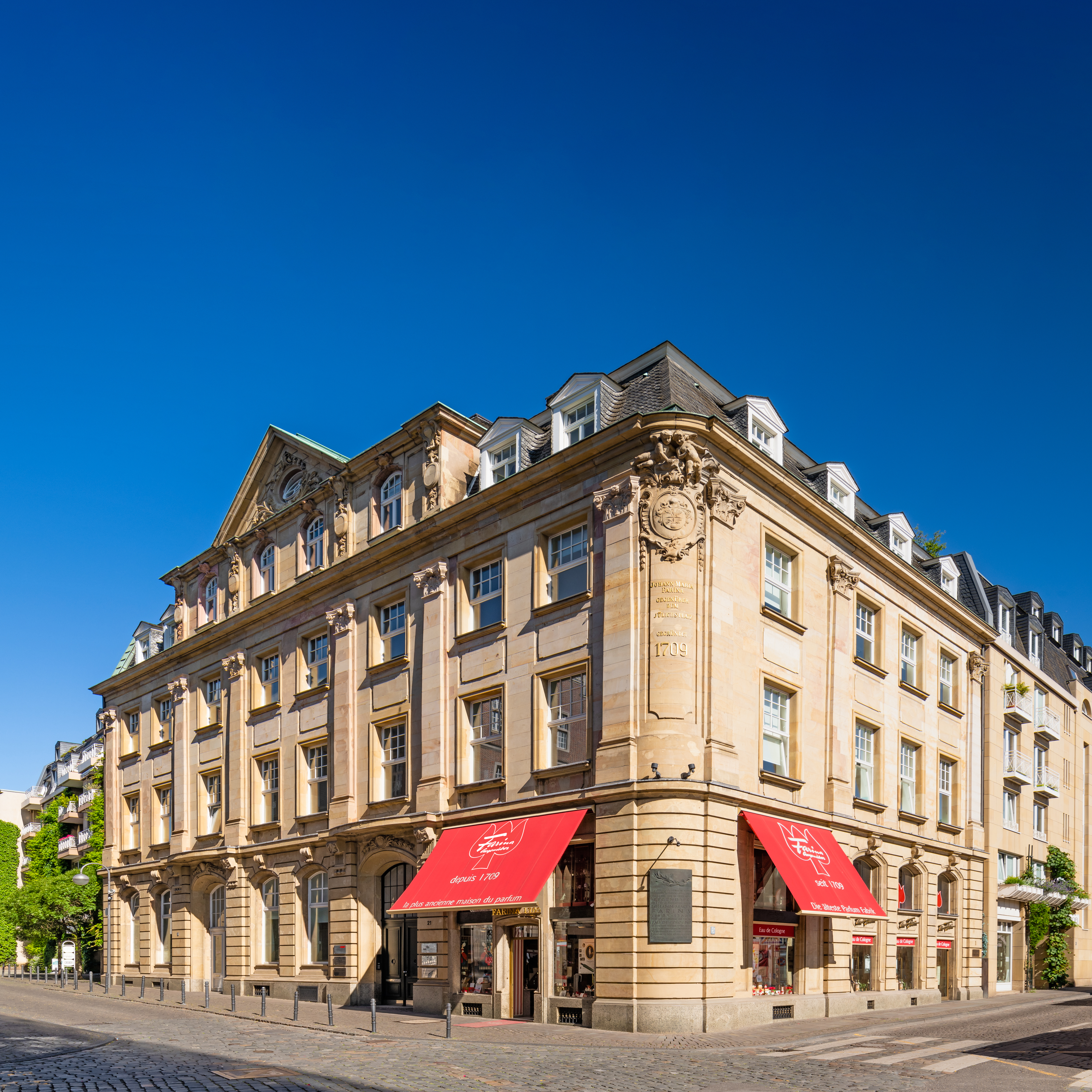
Farina-huis

Het Duftmuseum (geurmuseum) is een museum in Keulen, in het oorspronkelijke pand van het bedrijf Farina gegenüber, tegenover het stadhuisplein.
Bezoekers van het museum Farina worden ontvangen met een proefje Farina's eau de cologne, dat met zijn geur van bergamot en pompelmoes heel iets anders is dan wat men bij de naam Kölnisch Wasser gewoonlijk verwacht. Na deze entree wordt de gast op de galerij boven de winkel geleid. Een aantal rococostoelen, een gobelin en schilderijen van de voorvaderen scheppen een sfeer van geschiedenis en traditie.
De kelder van het museum geeft een overzicht over de werkwijze en productievoorwaarden van de parfumeur Farina in de 18e eeuw. Maar niet alleen de geschiedenis van het familiebedrijf Farina is hier belangrijk, ook krijgt de bezoeker een algemene indruk in de processen van de winning van etherische olie, de distillatie van alcohol, de compositie en de vervaardiging van parfum.
Er worden ook economische bijzonderheden uit die tijd en rond het bedrijf Farina uitgelegd, zoals waarom het begrip Kölnisch Wasser doet denken aan het merk 4711.